# Drzewianie

Mapa plemion słowiańskich na Połabiu, Drzewianie zaznaczeni na zachód od Łaby

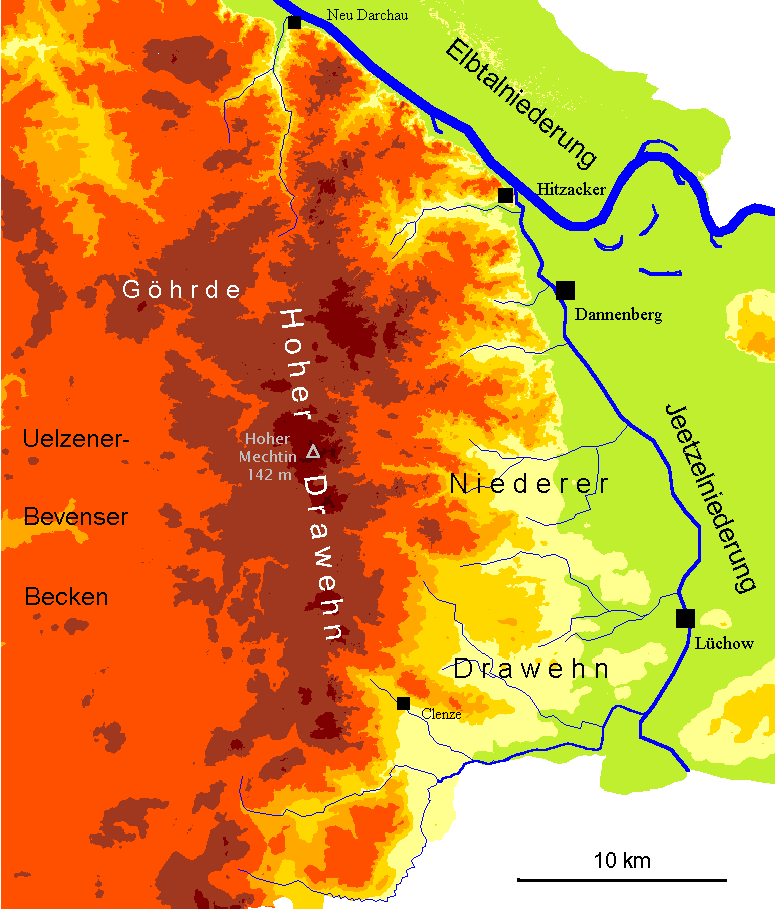
Drawehn – Wendland

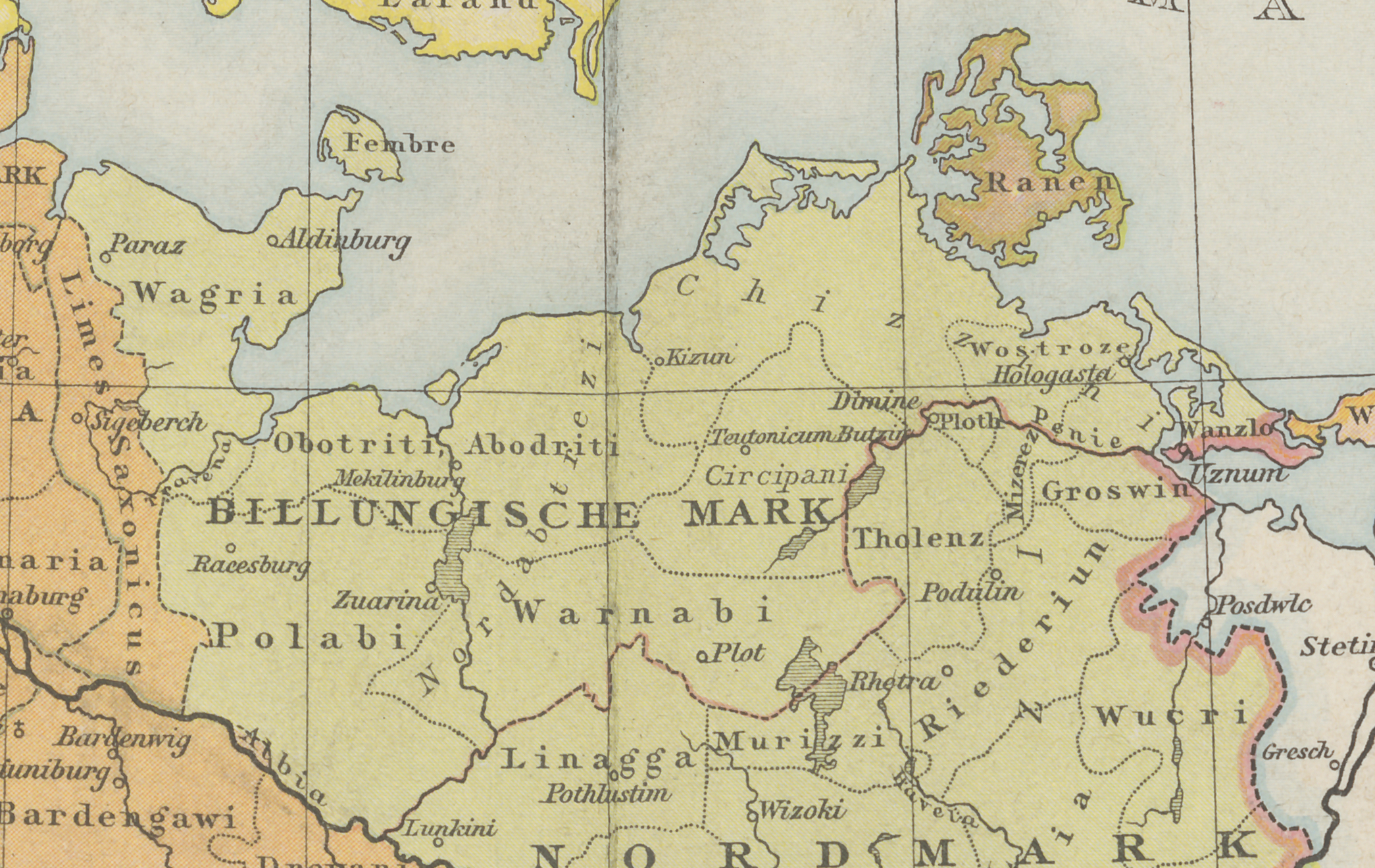
Lokalizacja plemion ok. 1000 r.

Drzewianie – jedno z zachodnich plemion słowiańskich (Słowian połabskich). Nazwa plemienia pochodzi od słowa drewo [drzewo]. Zamieszkiwali puszcze na zachodnim brzegu dolnej Łaby. Należeli do Związku obodryckiego, zanim od IX wieku przeszli pod panowanie niemieckie. Do połowy XVIII wieku mówili językiem drzewiańskim (składającym się z wielu bardzo zróżnicowanych dialektów). Obecnie dawny teren plemienny Drzewian nazywa się Wendland (pol. Kraj Wendów) na wschód od Pustaci Lüneburskiej i jest położony na południowy wschód od Hamburga w powiecie Lüchow-Dannenberg.

## Historia Drzewian
Przodkowie Drzewian osiedlili się na obszarze między Łabą i późniejszymi miastami Lüneburg i Uelzen w ciągu VII wieku n.e. Rejon ich osadnictwa miał roślinność leśno-stepową, na glebach ubogich, częściowo bagnistych. Drzewianie nigdy nie stanowili na tym obszarze jedynej grupy etnicznej; żyły obok nich skupiska Germanów.
Przez następne 1000 lat prawie brak wiadomości o Drzewianach. Przyczyną jest fakt ich izolacji: byli ubogą ludnością wiejską, z trudem utrzymującą się z uprawy nieurodzajnej ziemi i z pasterstwa. Zajmowali się też uprawą lnu, bartnictwem i ciesielstwem. Z powodu ubóstwa ich kultura była skromna, ograniczała się głównie do opowiadań i pieśni przekazywanych ustnie. Poszczególne skupiska osad drzewiańskich żyły we wzajemnej izolacji (kontakty między nimi były tylko sporadyczne), o czym świadczą duże różnice między ich dialektami.
Po podporządkowaniu plemion słowiańskich na tym obszarze w 811 r., Niemcy rozpoczęli germanizację tych terenów, która na długie wieki ograniczyła się tylko do nowo powstających osad oraz germanizacji wszystkich wyższych i średnich warstw społecznych. Drzewianie jako uboga ludność wiejska pozostali na uboczu tych zmian i zachowali swój język, w przeciwieństwie do Słowian z sąsiedniej Meklemburgii, całkowicie zniemczonych od końca XVI wieku.
Drzewianie stali się od XVII wieku najbardziej na zachód wysuniętą enklawą Słowiańszczyzny; zamieszkiwali wschodnią część Księstwa Hanoweru (powstałego w 1634). Niemcy nazywali kraj Drzewian Wendland (kraj Wendów, czyli Słowian) lub Dräwehn (od zniekształconej nazwy tego plemienia) .
W 1714 książę elektor Hanoweru Jerzy I został królem Anglii, łącząc oba państwa unią personalną. Wydarzenie to ucieszyło Drzewian (o czym wspomina Kronika Schultzego), ponieważ odtąd byli ludźmi nie książęcymi, ale królewskimi.

## Odkrycie języka Drzewian
XVIII wiek przyniósł pierwsze badania języka i kultury Drzewian (na fali romantycznego zafascynowania ludowością). Po raz pierwszy o języku słowiańskim w Wendlandzie wspomniał filozof Gottfried Wilhelm Leibniz. Po nim badania podjęli głównie miejscowi pastorzy ewangeliccy, którzy sporządzili pierwsze fonetyczne zapisy dialektów.
Z końca XVII wieku pochodzi pierwszy anonimowy słownik dialektu z okręgu Dannenberg (Elbe). W 1750 Johann Friedrich Pfeffinger napisał kolejny słownik niemiecko-drzewiański. W tym samym roku pastor z Wustrow (Wendland) Christopher Henning (1649–1719) napisał najobszerniejszy i najlepszy słownik Vocabularium Venedicum (na podstawie informacji uzyskanych od rolnika Johanna Jenieschge ze wsi Klenow).
W 1809 miejscowy lekarz Johann Heinrich Jugler (1758–1812) wydał Vollständiges Lüneburgisch-Wendisches Wörterbuch (Kompletny słownik lunebursko-wendyjski).
Autorem najbardziej obszernego dzieła dotyczącego Drzewian był Johann Parum Schultze (1677–1740), rolnik drzewiański ze wsi Süthen (okręg Lüchow), który w 1730 napisał w języku niemieckim kronikę: Die Wendländische Bauernchronik des Johann Parum Schultze (...) und ein Kleines Wendisches Lexicon , która oprócz słownika zawierała także wzory rozmów niemiecko-drzewiańskich. Kronika ta oparta jest na opowiadaniach rodziny autora, noszącej nazwisko Niebur (Johann Parum przyjął przydomek Schultze [sołtys] po swoim ojcu). Książka opisuje ostatnią epokę w historii Drzewian od czasów wojny trzydziestoletniej, kiedy w okolicach Lüchowa język drzewiański był w powszechnym użyciu. W 1640 istniał jeszcze obyczaj wielkanocnych wędrówek młodzieży drzewiańskiej po okolicznych wsiach, która za śpiewane po drzewiańsku pieśni otrzymywała w podarunku jajka i kiełbasę. Ten i inne obyczaje były przez miejscowe władze niemieckie postrzegane jako gorszące. Niechętny był też stosunek ludności niemieckiej do ich drzewiańskich sąsiadów. Miejscowi nauczyciele narzekali, że język wendyjski utrudnia dzieciom przyswajanie wiedzy i trudno go wykorzenić.

## Koniec odrębności etnicznej Drzewian
Germanizacja na skutek rozwoju oświaty i komunikacji czyniła w XVIII wieku szybkie postępy. Schultze zauważył, że kiedy on umrze i z nim jeszcze trzy inne osoby, nikt we wsi Süthen nie będzie wiedział, jak po drzewiańsku nazywa się pies. Można z tego wnioskować, że językiem drzewiańskim mówili około 1730 r. już tylko ludzie w średnim wieku i starsi. Inne źródła wspominają, że młodzież wykpiwała starych mówiących po drzewiańsku. W 1751 anonimowy podróżnik zauważył, że o „Wendach” miejscowa ludność niemiecka mówiła z pogardą i wstrętem, a także twierdziła, że ich język już całkowicie wymarł.
Zanik języka Drzewian był nieunikniony wobec jego całkowitej izolacji w centrum niemieckojęzycznego obszaru, braku ustalonej normy literackiej języka (dużych różnic między dialektami), bardzo niskiego statusu języka i germanizacyjnej polityki miejscowych władz.
Ostatnia kobieta mówiąca po drzewiańsku umarła w 1756. Niektóre wyrażenia czy słowa drzewiańskie mogły być jeszcze używane do początków XIX wieku . Do dziś są widoczne w miejscowych dialektach północnoniemieckich zapożyczenia z języka Drzewian: mieszanie rodzajów, niekonsekwentne używanie słów posiłkowych haben/sein w czasach złożonych, zapożyczenia słownikowe i opuszczanie rodzajnika przy rzeczowniku.
Pozostały w dawnych wsiach drzewiańskich ślady charakterystycznego słowiańskiego budownictwa drewnianego oraz struktura zabudowy, w której kościół znajduje się poza głównym placem wiejskim (dawnym miejscem zebrań starszyzny). Zachował się również kobiecy strój ludowy (coraz rzadziej spotykany).

## Polsko-łużyckie badania nad Drzewianami
Pierwsze informacje o Drzewianach dotarły do Polski w roku 1899 za sprawą Alfonsa Parczewskiego, który opierając się na informacjach statystycznych rządu pruskiego (A. Fircksa) opublikował artykuł na ten temat w czasopiśmie „Wisła”. Wieść, że w Niemczech mogły zachować się szczątki dawnych społeczności Słowian Połabskich zelektryzowała środowiska polskich slawistów wywołując sensację. Artykuł Parczewskiego zainteresował Prezydium Akademii Umiejętności w Krakowie do tego stopnia, że postanowiło ono zlecić misję zbadania tej kwestii jednemu ze swoich członków – Arnoštowi Muce. Latem 1901 roku łużycki badacz przeprowadził z inspiracji Polaków bardzo dokładne badania penetrując dolne Połabie w okręgach Lüchowskim i Dannenberskim, Ülzeńskim i Altmark. Ostatecznie stwierdził, że: „Język Słowian lüneburskich zanikł całkowicie już około połowy XVIII wieku (ok. roku 1750), chociaż zachowała się w tamtejszej krainie (Lüneburger Wendland) stara słowiańska grupa narodowa z typem i sposobem osiedlenia, zwyczajami i obyczajami, w charakterze i poglądach obywateli niezmieniona do dziś”. Konkluzję tę udokumentował w formie pisemnej relacji z przeprowadzonych badań, które zostały wydane drukiem przez Akademię Umiejętności. Szczegółowy raport badań terenowych Arnošta Muki zawierał sprawozdania ze spotkań z ludźmi, opis etnograficzny zbadanego terenu, a także informacje z archiwów kościelnych i państwowych księstwa Hannoverskiego.